# اس/۲۰۰۴ اس ۱۲
اس/۲۰۰۴ اس ۱۲ (به انگلیسی: S/2004 S 12) یکی از قمرهای سیاره زحل است که در تاریخ ۴ مه ۲۰۰۵ توسط اسکات اس. شپرد، دیوید سی.جویت، جن کلینه و برایان جی.مارسدن کشف شد که از ۱۲ دسامبر ۲۰۰۴ تا ۹ مارس ۲۰۰۵ در حال رصد شدن بود. اس/۲۰۰۴ اس ۱۲ با قطر ۵ کیلومتر و مداری با فاصله تقریبی ۱۹٫۹۰۶ مرتبه بزرگی طی ۱۰۴۸٫۵۴۱ روز به دور زحل با انحراف مداری ۱۶۴ درجه نسبت به دائرةالبروج با حرکت موافق‌گرد با خروج از مرکز مداری ۰٫۳۹۶ در گردش است. این قمر از زمان کشفش دیده نشده و در حال حاضر گمشده تلقی می‌شود.